# Bentō
Bentō (jap. 弁当) – rodzaj posiłku kuchni japońskiej, mający postać pojedynczej porcji na wynos, kupowanej w punktach gastronomicznych lub przygotowywanej w domu.

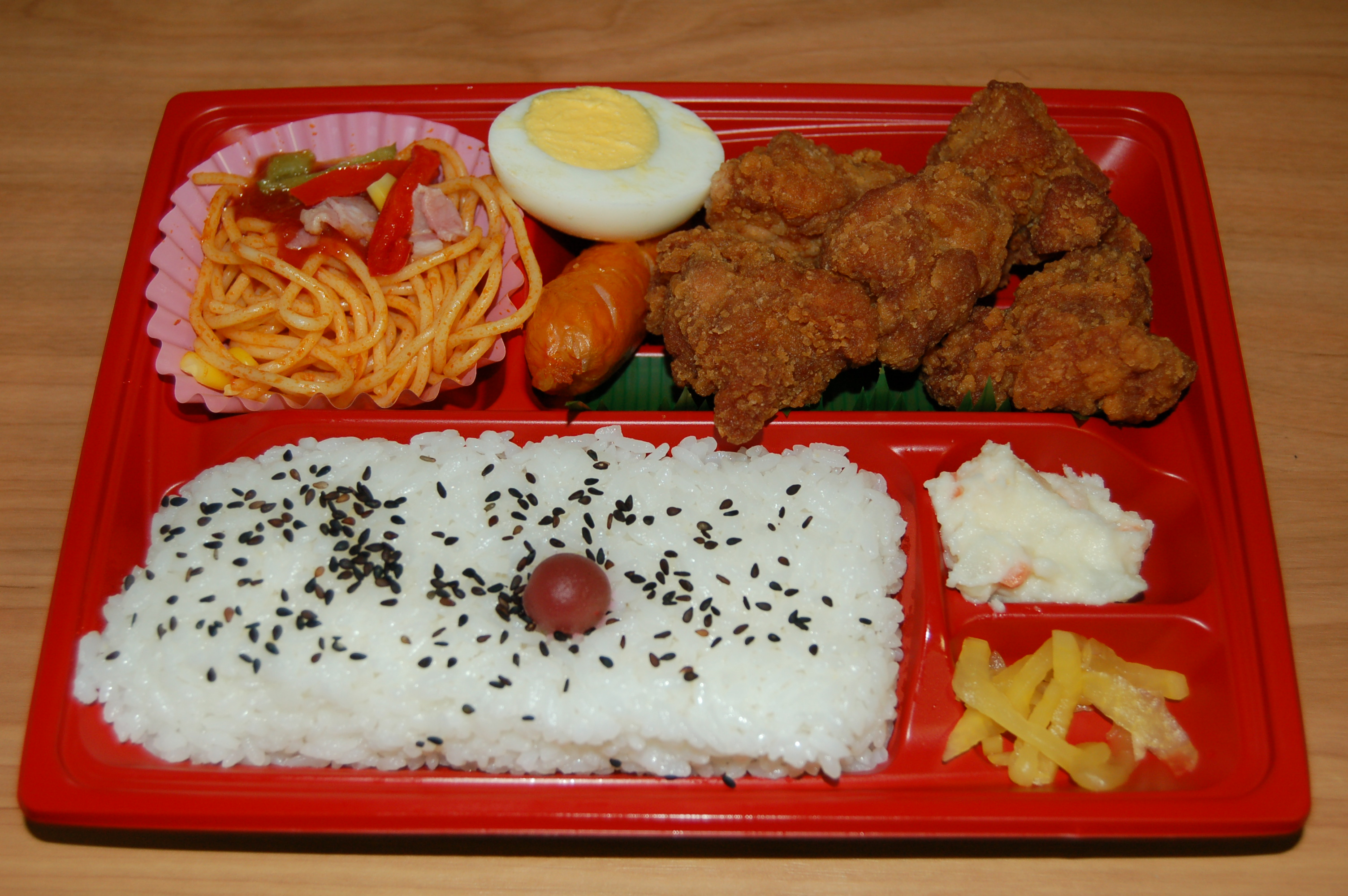
Typowe bentō

Tradycyjne bentō składa się z ryżu, ryby lub mięsa, a także z pikli i gotowanych warzyw. Posiłek pakowany jest w odpowiednie pudełko (jap. 弁当箱 bentō-bako) – może to być zwykłe plastikowe, produkowane masowo opakowanie, bądź specjalne, wykonane z drewna i pokryte laką. Gotowe bentō jest w Japonii powszechnie dostępne, w takich miejscach, jak: sklepy spożywcze, stacje kolejowe, stacje benzynowe, kioski, domy towarowe, specjalne sklepy z bentō (jap. 弁当屋 bentō-ya).
Pomimo dużego wyboru wśród gotowych rodzajów bentō, wielu Japończyków do tej pory przygotowuje własne posiłki w domu, aby spożyć je potem podczas przerwy w szkole czy pracy.
Pierwsze wzmianki o bentō pochodzą z V wieku n.e., kiedy to Japończycy wyruszali polować lub łowić ryby z dala od swoich domostw. Zabierali wtedy ze sobą podsuszany ryż, który po wymieszaniu z wodą rolowano w małe porcje.
W okresie Edo bentō upowszechniło się – posiłek w pudełku był zabierany do teatru i na wycieczki. W okresie Meiji pojawiły się eki-ben (jap. 駅弁) – czyli bentō kupowane na stacjach kolejowych, zawierające ryż z piklami moreli japońskiej (umeboshi) na podróż.

## Galeria

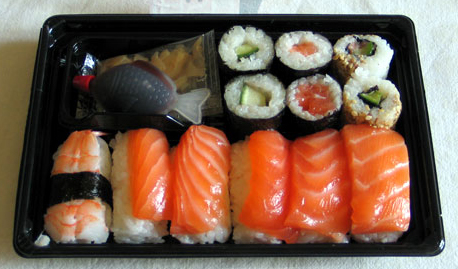
Sushi bentō
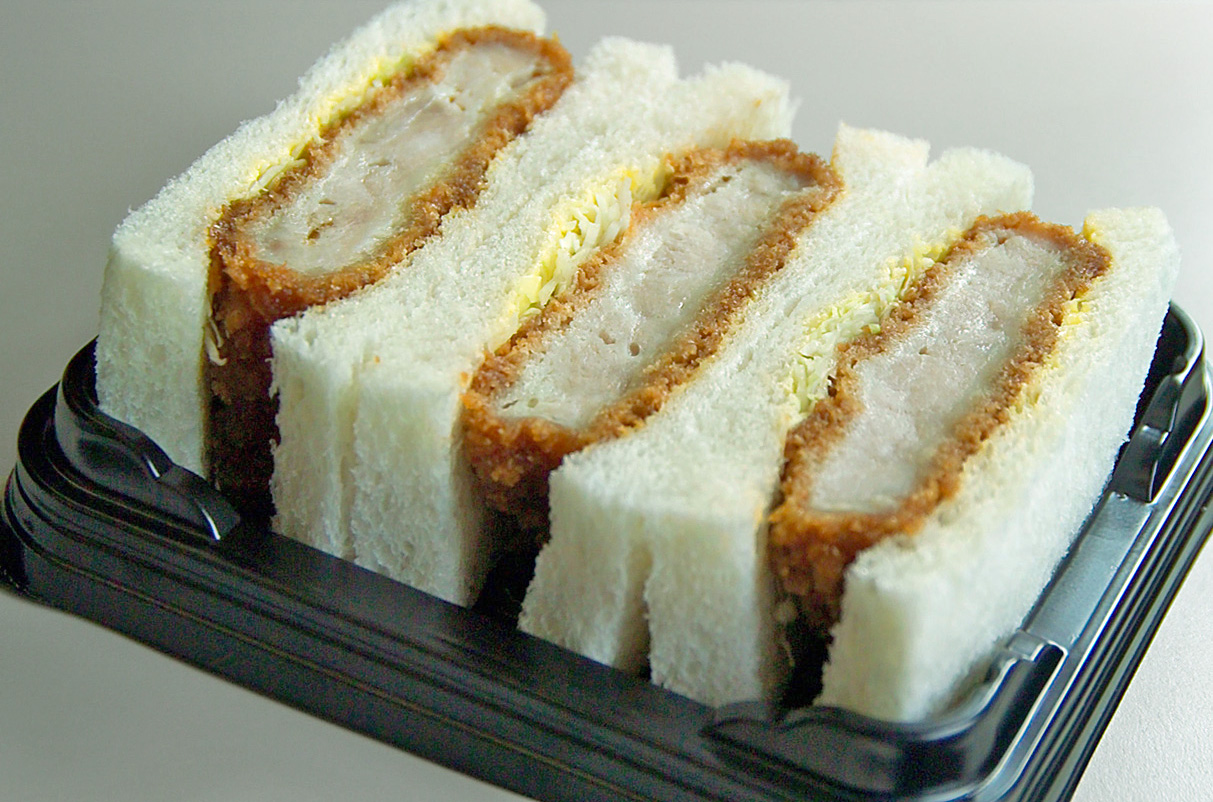
Katsu-sando – kanapki z kotletem wieprzowym (z ang. pork-cutlet sandwich)
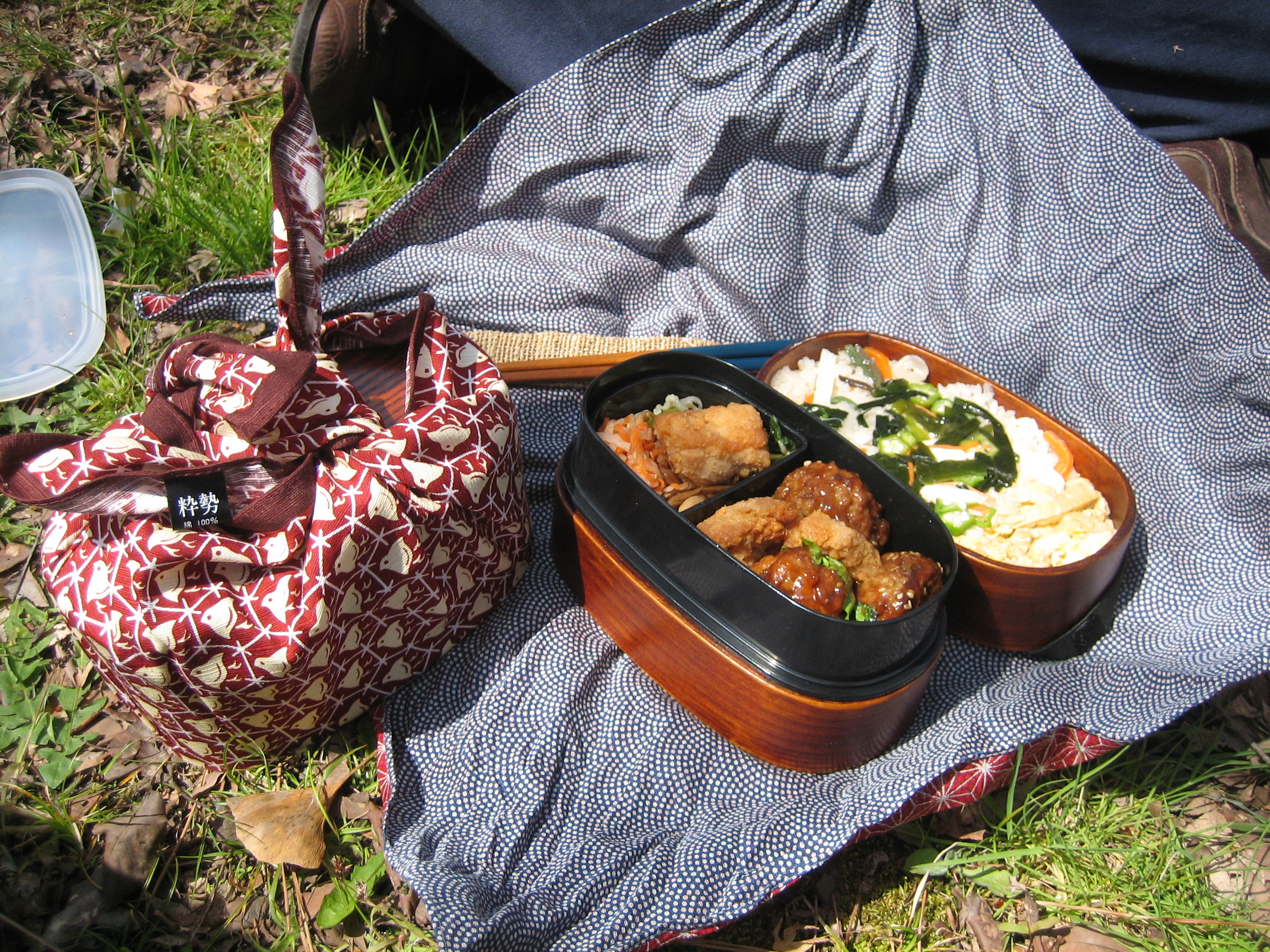
Domowe bentō
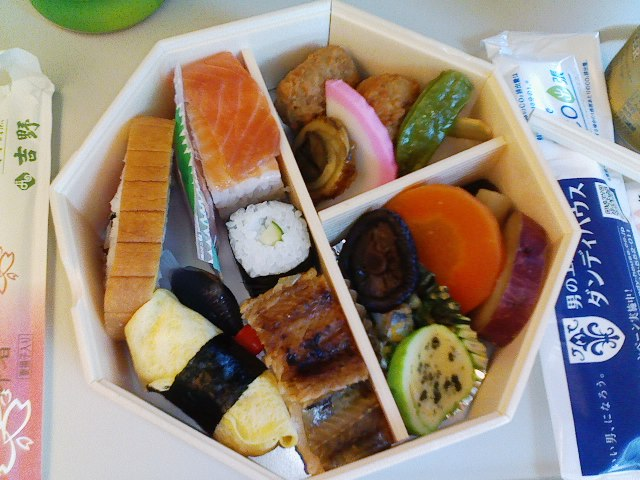
Eki-ben z dworca w Kioto
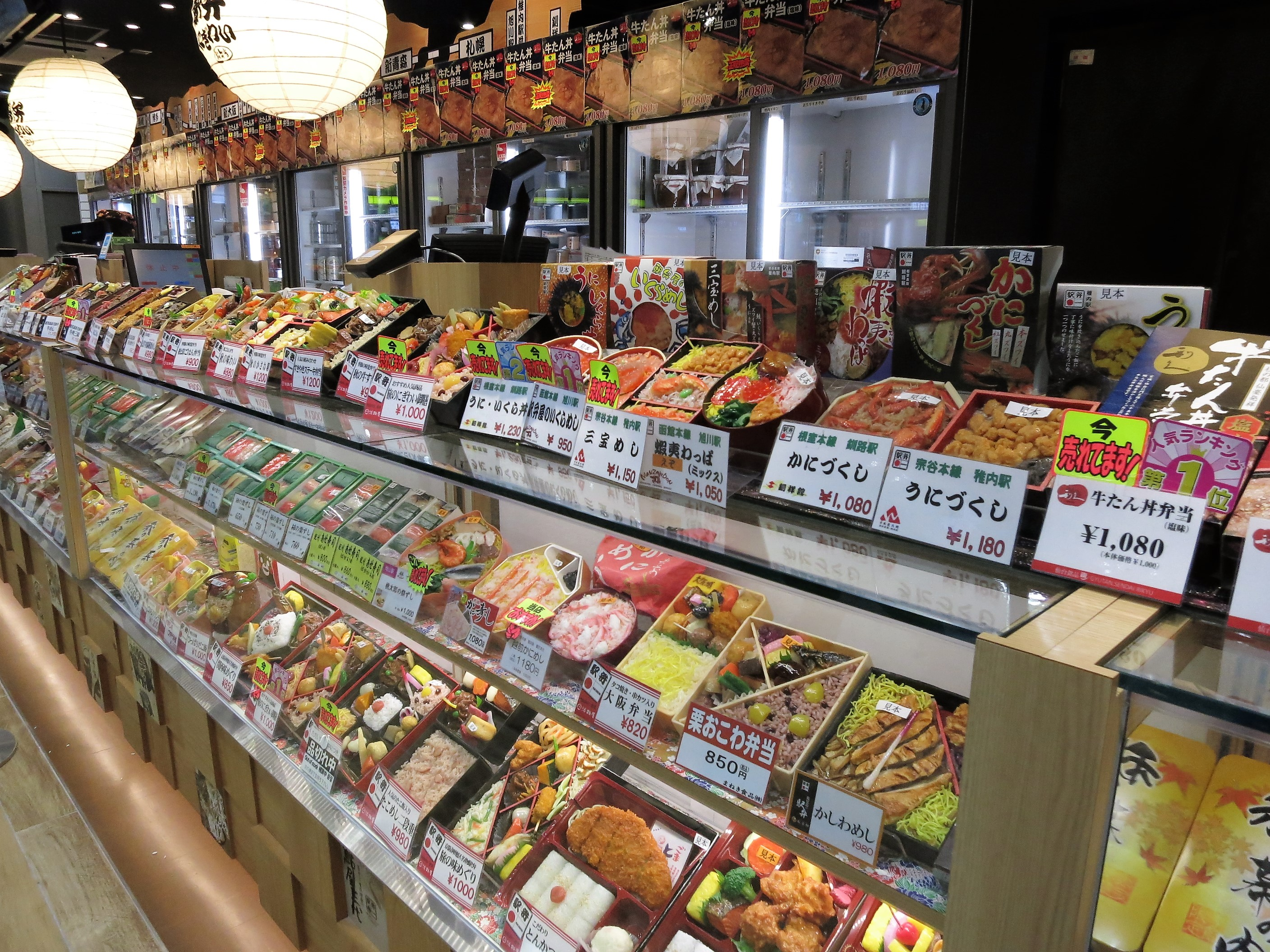
Oferta na dworcu w Osace